# Friedrich Martersteig

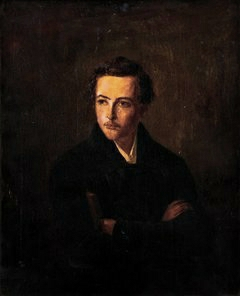
Selbstporträt, 1838

Friedrich Wilhelm Heinrich Martersteig, auch Mardersteig (* 11. März 1814 in Weimar; † 6. September 1899 ebenda), war ein deutscher Historien- und Genremaler sowie Zeichenlehrer. Er selbst änderte 1874 seinen Namen in Mardersteig.

## Leben

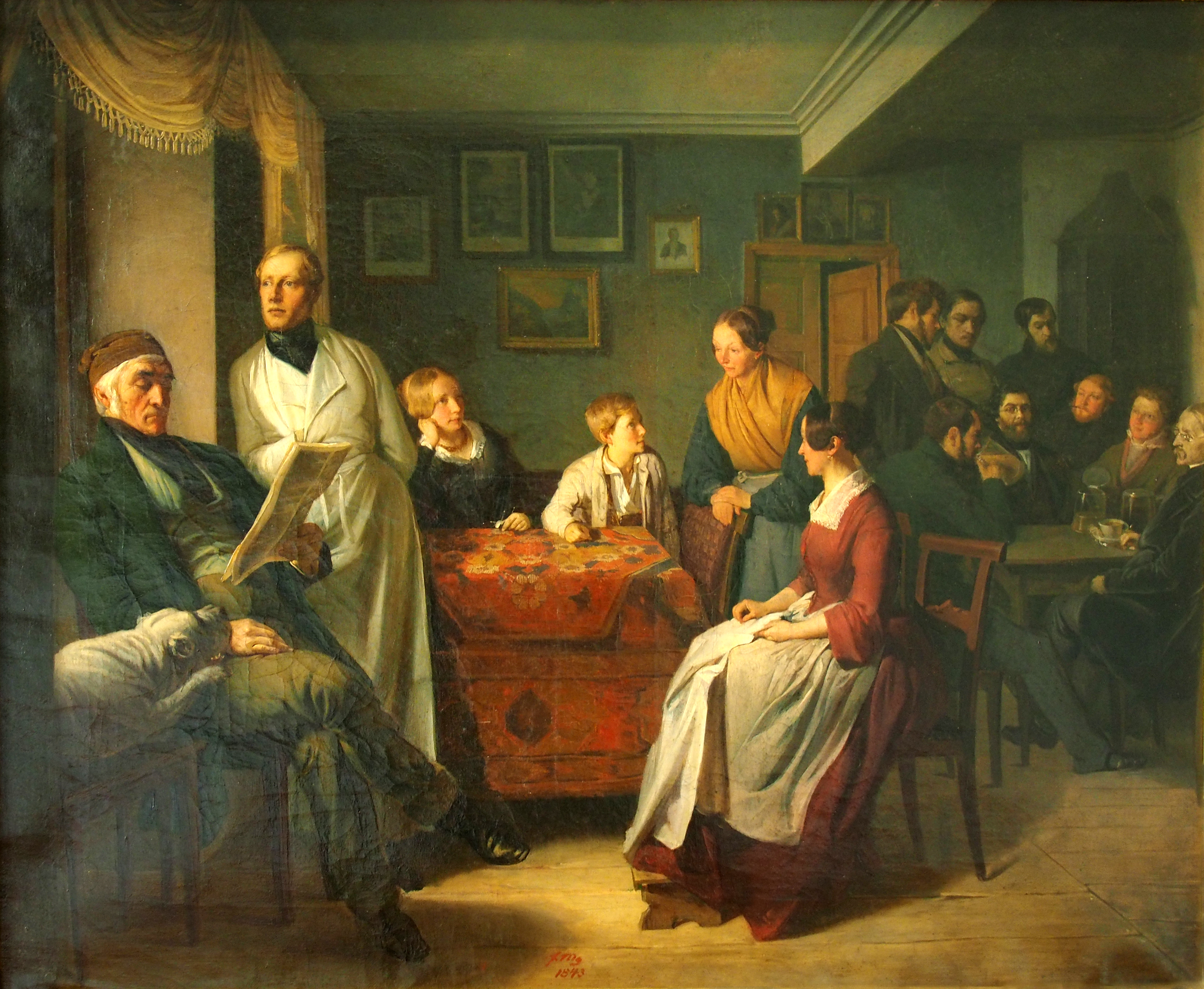
Familie in elterlicher Gaststube

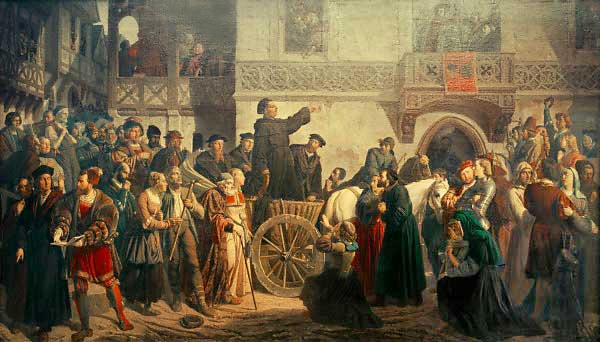
Luthers Einzug in Worms

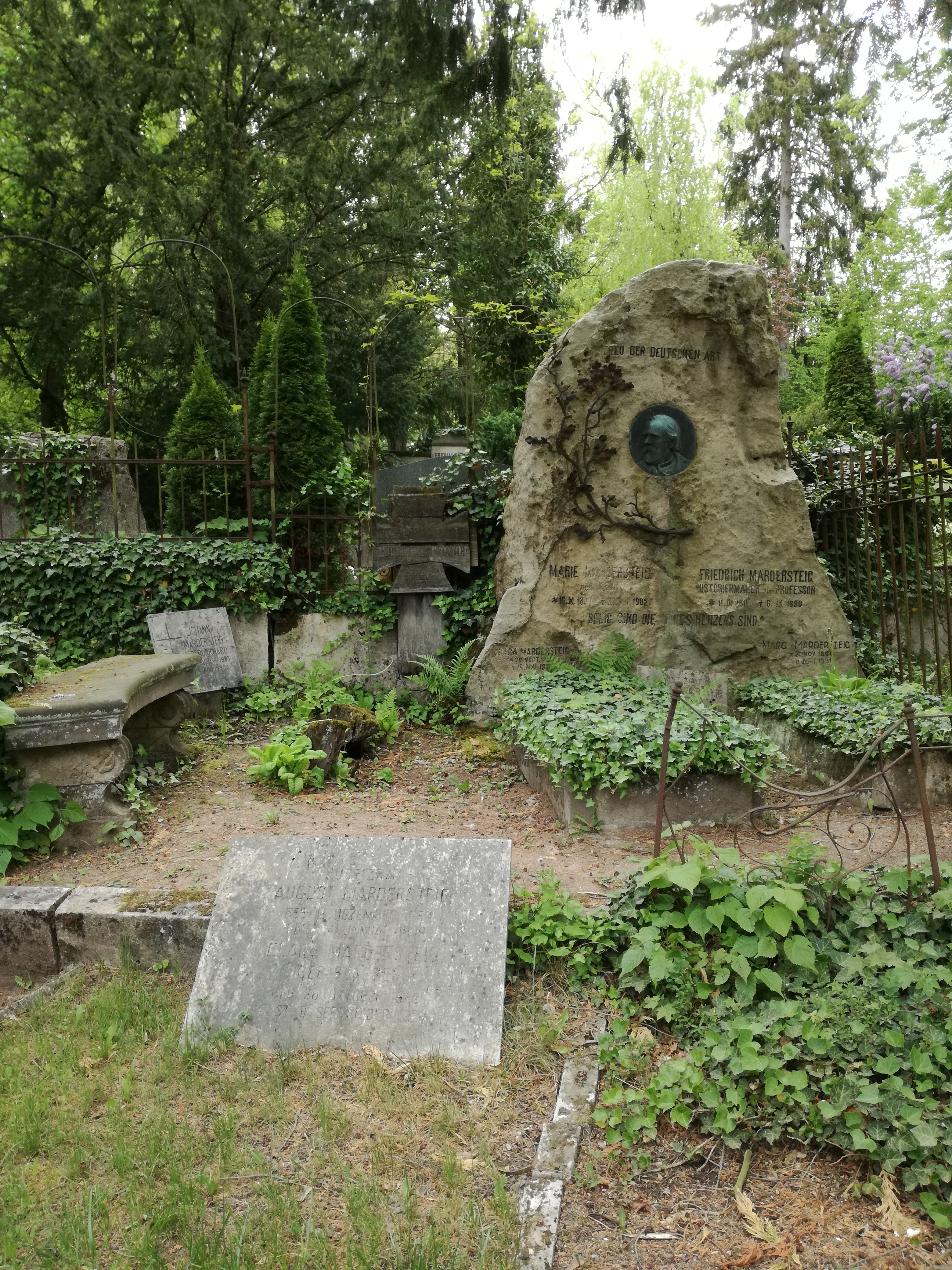
Familiengrabstätte auf dem Weimarer Hauptfriedhof

Friedrich Martersteig erhielt ab 1822 Kunstunterricht an der Freien Zeichenschule in Weimar. Ein Ausbildungsstipendium des Weimarer Großherzogs Carl Friedrich ermöglichte ihm anschließend ein Studium an der Dresdner Kunstakademie (1829–1834), wo er von Ludwig Richter unterrichtet wurde. Martersteig fertigte im Rahmen seiner Studien Kopien nach Alten Meistern in der Dresdner Gemäldegalerie an. Ebenfalls durch ein Ausbildungsstipendium finanziert wurde zwischen 1834 und 1838 sein Studium an der Kunstakademie Düsseldorf. Dort war er Schüler von Carl Ferdinand Sohn, Theodor Hildebrandt und Friedrich Wilhelm von Schadow.
Von 1838 bis 1848 hielt sich Martersteig in Paris auf, um seine künstlerischen Studien fortzuführen. Er war dort Schüler im Atelier von Paul Delaroche und im Atelier von Ary Scheffer tätig. Es folgte die mehrmalige Teilnahme am Pariser Salon und an der Berliner Akademie-Ausstellung (1844–1850).
1848 kehrte Martersteig schließlich nach Weimar zurück. In dieser Zeit pflegte er Umgang mit der emigrierten Herzogin von Orléans. Außerdem führte er im Auftrag des Weimarer Großherzogs ein Ölgemälde für die Wartburg aus. 1849 wurde er dann zum ordentlichen Mitglied der Preußischen Akademie der Künste berufen und schließlich durch den Weimarer Großherzog zum Professor ernannt. Von 1853 bis 1884 war Martersteig Zeichenlehrer am großherzoglichen Sophienstift in Weimar. 1862 berief man ihn zum Präsidenten der Deutschen Kunstgenossenschaft.

## Werke (Auswahl)
- Die Geburt Bernhards von Weimar, 1840, Verbleib unbekannt
- Arnold, de Melchtal (Histoire de la Suisse par Muller, et de Guillaume Tell), 170 × 220 cm, Verbleib unbekannt
- Porträt Paul Delaroches, Zeichnung, 1843, Familienbesitz?
- La rencontre à la Fontaine (Tiré du poème d’Hermann et Dorthée de Goethe), 96 × 76 cm, Verbleib unbekannt
- Adieux de Dorothée aux fugitifs, 90 × 100, Verbleib unbekannt
- Einzug des Herzogs Bernhard von Sachsen in Breisach, Verbleib unbekannt
- Protestation des Etats évangéliques à la diète d’Augsbourg, le 1er mai 1530, Verbleib unbekannt
- Die Übergabe der Augsburgischen Konfession 1530, 1845, Verbleib unbekannt
- Übergabe von Breisach an Herzog Bernhard von Weimar, 1845, Verbleib unbekannt
- Luther, wie er am 31. Oct. zu Wittenberg die 95 Sätze gegen den Ablaß anschlägt, Verbleib unbekannt
- Gebet Bernhards nach der Schlacht bei Rheinfelden, 1847, Verbleib unbekannt
- Luther auf dem Reichstage zu Worms, 1847, Öl/Lw, 156 × 274 cm, Privatbesitz, zuletzt: Kunsthandel, Sotheby’s London, L10101, 2. Juni 2010
- Huß vor dem Concilium in Constanz, Verbleib unbekannt
- Luther, wie er am 10. Decbr. 1520 die Bannbulle verbrennt, Verbleib unbekannt
- Pariser Barrikaden, 1848, Öl/Lw, 103 × 169 cm, Weimar, Kunstsammlungen zu Weimar, G 1132
- Luther vor dem Eintritt in den Reichstag zu Worms vom Ritter Frundsberg angeredet: „Mönchlein, du gehst einen schweren Gang“, 1849, Öl/Lw, 58 × 92 cm, Verbleib unbekannt
- Thomas Müntzers letzter Gang, um 1850
- Marguerite, zwei Kopien nach Ary Scheffer, Verbleib unbekannt